# Only When I Laugh (Blue Mink)
Only When I laugh... is het vierde album van Blue Mink. De muziek op het album is meer richting soul, wellicht heeft Madeline Bell wat meer invloed gekregen; ook het volgende album neigt naar die kant. Het is gemaakt door een zevenmansformatie. Op de hoes een blauwe nerts, op de binnenhoes zes blauwe nertsen en een zwarte. De LP is opgenomen in de Morgan Studios in Londen.

## Bezetting
- Madeline Bell, Roger Cook - zang;
- Alan Parker - gitaar;
- Herbie Flowers - basgitaar;
- Roger Coulam, Ann Odell - toetsen;
- Barry Morgan - drums;
- Ray Cooper - percussie.

## Titels
- Watch out! (Flowers/Cook/Greenaway);
- Randy (Flowers/Cook/Greenaway);
- Another "without you" day (Cook/Greenaway/Jameson);
- Daughter of someone (Flowers/Cook/Greenaway);
- Together (Flowers/Cook/Greenaway);
- Stay with me (Flowers/Cook/Greenaway);
- By the devil (I was tempted) (Fletcher/Flett);
- You are the sunshine of my life (Stevie Wonder);
- Harlem (Bill Withers);
- Lonliness (Flowers/Cook/Greenaway);
- Harmony (Flowers/Cook/Greenaway);
- Where did they go (Skierov/Lloyd)
- Instant Karma (John Lennon);
- Spirit in the sky (Norman Greenbaum)

De LP bevatte alleen de tracks 1-6 en 7-12. De overige twee titels komen kennelijk van een verzamelaar: A Melting Pot of Hits (Fontana 6438035), maar komen niet voor in de lijst van singles van de groep; wellicht zijn het B-kantjes van singles geweest.